# Peter Piscator

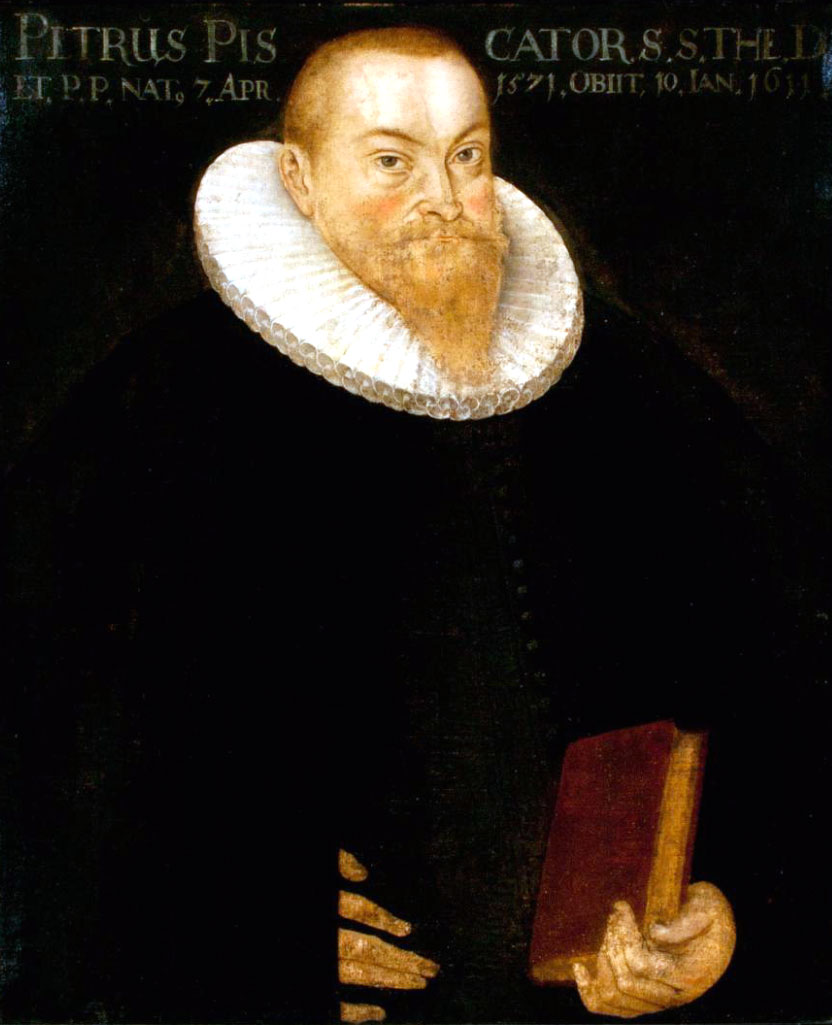
Peter Piscator

Peter Piscator auch: Petrus Piscator (* 7. April 1571 in Hanau; † 10. Januar 1611 in Jena) war ein deutscher orientalischer Philologe und lutherischer Theologe.

## Leben
Piscator kam aus einem evangelisch geprägten Elternhaus. Sein Vater hieß Johann Piscator und die Mutter Anna. Er besuchte die Schule in Hanau, wo er unter der Leitung des Nikolaus Burger seine erste Ausbildung zur Logik der lateinischen, griechischen und Hebräischen Sprache erhielt. Besonders wurde er vom damaligen Superintendenten in Hanau Mag. Caspar Sauter (1547–1604) theologisch geprägt. 1588 wechselte er auf das Gymnasium in Schleusingen, wo der damalige Pfarrer Jacob Fomann (1533–1589), der Rektor Wolfgang Möller (auch Moller, * 1545; † 29. April 1591) und Johann Grummbach seine Ausbilder wurden. Theologische Studien verfolgend, frequentierte er Anfang 1590 die Universität Marburg, welche in theologischen Fragen von dem lutherisch orthodoxen Ägidius Hunnius der Ältere überstrahlt wurde. Seine Studien setzte Piscator Ende 1591 an der Universität Jena fort. Am 5. Februar 1594 erwarb er sich unter der Leitung von Lorenz Rhodomann den Magistergrad der philosophischen Wissenschaften, 1595 nahm man ihn als Adjunkt an der philosophischen Fakultät auf und er wurde 1597 Professor der hebräischen Sprache.
1602 fand er Aufnahme in die theologische Fakultät der Salina, promovierte am 29. Juli 1605 unter Johann Debel (1540–1610) zum Doktor der Theologie und erhielt im selben Jahr eine ordentliche theologische Professur. Piscator war ein typischer Vertreter der Lutherischen Orthodoxie, welcher sich zwar an den polemischen Streitfragen seiner Zeit beteiligte, jedoch nie in den Vordergrund treten konnte. Gerühmt wurden seine Fertigkeiten in der hebräischen, syrischen, chaldäischen und griechischen Sprache. Zudem beteiligte er sich an den organisatorischen Aufgaben der Hochschule. So war er Dekan der philosophischen Fakultät gewesen und im Sommersemester 1601 sowie im Wintersemester 1607 Rektor der Alma Mater. Sein Leichnam wurde am 13. Januar 1611 in der Jenaer Kollegienkirche beigesetzt, wo man ihm auch ein Epitaph errichtete. Da die Jenaer Kollegienkirche 1945 bei einem Bombenangriff zerstört wurde, ging dieses Epitaph verloren.
Piscator hatte sich am 16. Februar 1596 mit Catharina († 1618), die Tochter des Ambrosius Reuden, verheiratet. Aus der Ehe ist der Sohn Johann Peter Piscator bekannt, welcher während seines zweiten Rektorats an der Universität Jena gratis immatrikuliert wurde.

## Werke (Auswahl)
- Summis in ss. theologia. Jena 1594.
- Leichenpredigt auf Herzog Johannsen zu Sachsen. Jena 1601.
- Articulus des baptismo conclusionibus 206 comprehensus Theologicis. Jena 1606.
- De aterna praedestatione salvandorum, sive electione aeterna filiorum Dei ad salutem. Frankfurt 1607.
- Problemata sacra e Scripturarum divinarum fontibus desumta. Jena 1609.
- Commentarius in Formulam Concordiae: Librum Symbolon omnium ecclesiarum Augustanam Confessionem invariatam amplectentur Disputationibus XIV. Jena 1610.
- Oratio de studiis theologicis rite conformandis et instituendis. Jena 1610.